# Alexis Hubert Jaillot
Pour les articles homonymes, voir Jaillot.
Alexis Hubert Jaillot, parfois Hubert Jaillot, (1632-3 novembre 1712) est un ingénieur géographe et cartographe français, imprimeur à Paris, de la seconde moitié du XVIIe siècle et au début du XVIIIe siècle, au service du roi Louis XIV.

## Biographie
Né selon certaines sources à Saint-Oyand-de-Joux en 1632 ou 1633, sculpteur de formation, Alexis Hubert Jaillot épouse Jeanne, la fille du graveur et cartographe Nicolas I Berey (v.1610-1665), qui, à sa mort, transmet sa boutique d'estampes, Les Deux Globes, située quai des Augustins à Paris, à son premier fils, né d'un premier mariage, Nicolas II Berey. Celui-ci meurt en décembre 1667, Jaillot et Jeanne reprennent alors les commandes de l'échoppe.
Brillant dans son nouveau métier, Jaillot travaille étroitement avec les fils du cartographe Nicolas Sanson et avec le marchand de cartes néerlandais Pieter Mortier (1661-1711), fondateur de la société Covens & Mortier.
En 1676, il épouse en secondes noces Charlotte Orbanne, fille d'un riche parfumeur. La dot est de 8000 livres.
Il meurt à Paris en son domicile quai des Augustins le 3 novembre 1712. En 1714, sa succession est évaluée à 27 920 livres tournois, preuve que ses affaires l'ont rendu riche.
Il est le frère du sculpteur sur ivoire Pierre Simon Jaillot et le beau-frère du graveur Claude Auguste Berey.

## Vers de l'abbé de Marollessur les frères Jaillot
« L'un et l'autre Jaillot, deux admirables frères,
Du lieu de Saint-Oyan dans la Franche-Comté,
Sur l'yvoire exprimant toute leur volonté,
L'animent par leur main sur des sujets contraires.
Par Simon on diroit que la matière endure ;
Hubert la fait plier de la mesme façon,
De quelle utilité profite leur leçon ?
Et qui peut mieux former une noble figure ?»
Livre de la ville de Paris.

## Les cartes de Jaillot
Quelques exemples de cartes de Jaillot, éditées seul ou en association avec Sanson ou d'autres auteurs (extrait des Cartes et plans du service historique des armées).

### Canada

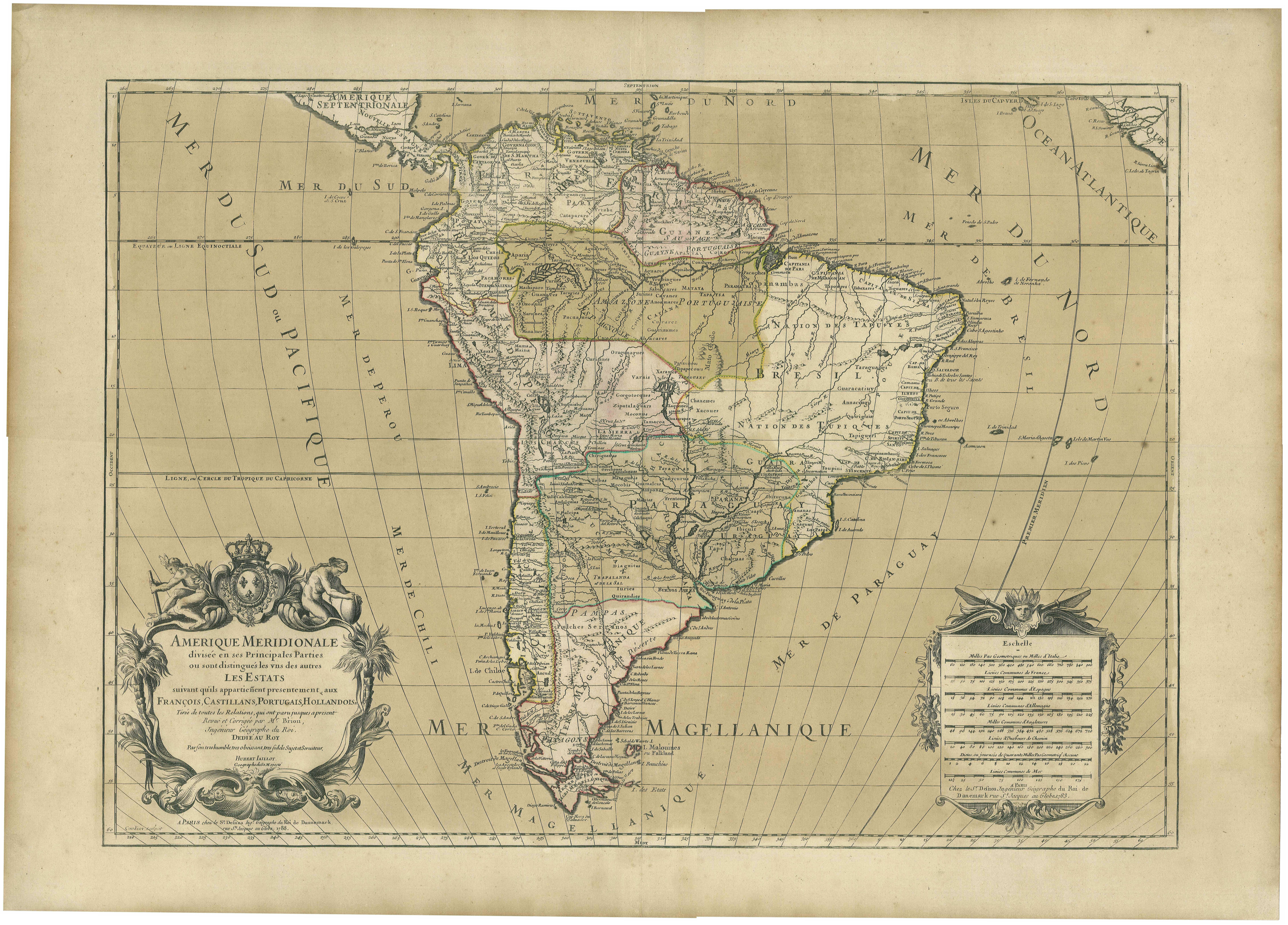
L'« Amérique Méridionale ».

- Partie de la Nouvelle France 1685 (voir en ligne). Carte utilisée par Vincenzo Coronelli. Elle fut préparée pour Jean-Baptiste Colbert, Marquis de Seignelay dans le contexte de la rivalité de la France et l'Angleterre pour le contrôle du commerce des fourrures de la Baie d'Hudson.

### Europe
- L’Europe divisée suivant l’estendue de ses principaux estats subdivisés en leurs principales provinces, Sanson, Jaillot, 1674, 89 x 58,5
- Tables géographiques des divisions de l’Europe, Sanson, Jaillot, 1679, 60 x 45,
- Les Provinces des Pays-Bas Catholiques distinguées suivant qu'elles sont presentement partagées entre Le Roy De France, Le Roy D'Espagne, et les Estats Generaux des Provinces-Unies. Jaillot et Sanson, 1689, 56,2 x 88,5
- L’Europe divisée suivant l’estendue de ses principaux estats subdivisés en leurs principales provinces, Sanson, Jaillot, 1685, 90 x 59, 1688, 89 x 50, 1696, 88 x 57,5, 1706,	128 x 111,5, 1718, 132 x 115
- La Mer Méditerranée divisée en mer de Levant et de Ponant, subdivisées en leurs principales parties ou mers où sont remarqués ses principaux golfes, caps ou promontoires, ports de mers, Sanson, Jaillot,  1685, 86,5 x 57

### France

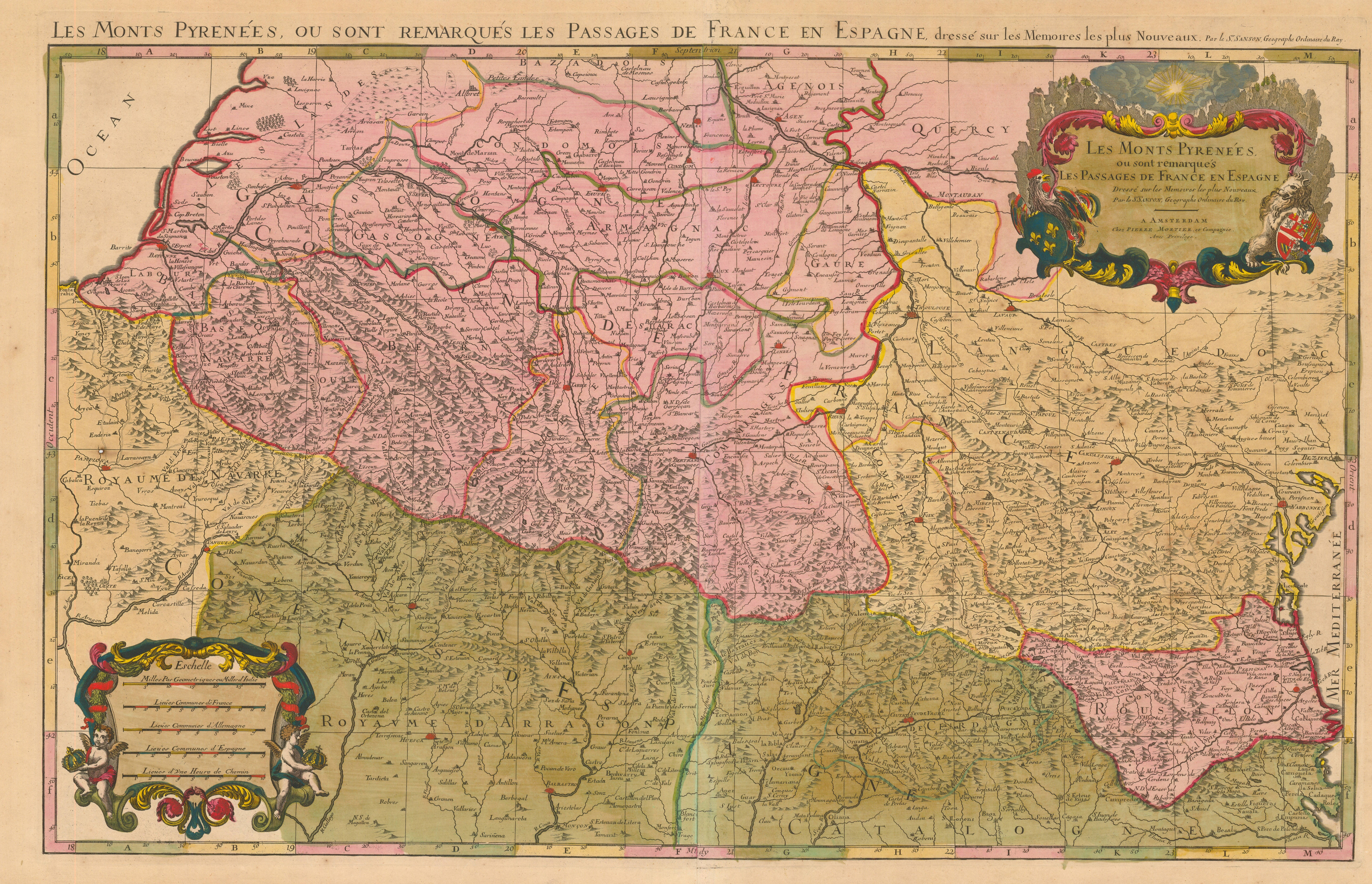
Les Pyrénées, probablement en 1694.

- Le royaume de France divisé en toutes ses provinces comprises sous douze gouvernements généraux avec ses acquisitions dans l’Espagne, l’Italie, l’Allemagne et les Pays-Bas 	Sanson, Hubert Jaillot, 1680, 1685, 155x120, Gravure contenant la "Table des divisions des gouvernements de France suivant les estats généraux", Sanson, Jaillot, 1679,	59x47, Gravure
- Le royaume de France divisé dans les départemens des grandes maistrises des eaux et forêts, Hubert Jaillot, Sanson, 1689, 85x60, Gravure
- Le royaume de France divisé en toutes ses provinces, comprises sous 12 gouvernements, suivant les États Généraux, scavoir Isle de France, Lyonnois, Daufiné, Picardie, Bretagne, Guienne et Gascogne, Languedoc et Provence.
- Le royaume de France divisé en parlemens et conseils souverains ou sont distinguez les presidiaux compris dans chaque parlement, les bailliages et sénéchaussées qui y ressortissent, les sièges d’amirauté et les chambres des monnoyes. Hubert Jaillot [ca1690], 75x79, Gravure.
- Partie méridionale de la France. Carte particulière des postes de France, Hubert Jaillot, 1699, 64x46
- Le royaume de France distingué suivant l’estendue de toutes ses provinces et ses acquisitions dans l’Espagne, l’Italie, l’Allemagne et les Pays-Bas, Hubert Jaillot, 1700, 65x46
- Le royaume de France dressé sur les mémoires et les nouvelles observations de messieurs de l’Académie Royale des sciences, Hubert Jaillot, 1708, 89x67

### Régions de France
- Partie inférieure occidentale de l’évesché du Mans, Hubert Jaillot, 1706, 70x52, Frontières et villes rehaussées à l’aquarelle ; porte au verso la mention « Diocèse du Mans en 4 flles,  par Jaillot, 1706
- Partie supérieure occidentale de l’évesché du Mans, Hubert Jaillot, 1706, 70x52, Frontières et villes rehaussées à l'aquarelle ;
- Partie inférieure orientale de l’évesché du Mans, Hubert Jaillot, 1706, 70x52, Frontières et villes rehaussées à l'aquarelle.
- l’évesché du Mans : partie supérieure orientale de l’évesché du Mans, Hubert Jaillot, 1706, 70x52. Porte le cartouche du titre de l’ensemble ; mentionne : « dédié à Monseigneur Louis de Lavergne-Monténard de Tressan, conseiller du Roy en tous ses conseils d’estat et privé, cy-devant aumonier de Son Altesse Royale feu Monsieur le Duc d’Orléans frère unique du Roy Par son tres-humble et tres-obeissant serviteur Hubert Jaillot, ingénieur ordinaire de Sa Majesté » ; frontières et villes rehaussées à l’aquarelle.
- Carte de l’évesché de Nantes, Hubert Jaillot, 1706, 59 x 46, Frontières et côtes rehaussées à l’aquarelle ; dédicace à « Monseigneur l’illustrissime et révérendissime Messire Gilles de Bauvau, Evesque de Nantes » par G. de Lambilly.
- Le diocèse de Toulouse, Hubert Jaillot, 1695, 68x46. Gravure dédiée à « … Messire Jean Baptiste Michel Colbert Archevesque de Toulouse » Cartouche aux armes de l’archevêque ; frontières rehaussées à l’aquarelle ; centre quadrillé au crayon.
- Le diocèse de Montpellier divisé en neuf archiprêtrez, Hubert Jaillot, s.d., 53x43. Gravure dédiée « Monseigneur Charles Joachim Colbert, évesque de Montpellier » et comportant ses armes dont les frontières sont rehaussées à l’aquarelle et qui est quadrillée au crayon.
- Le diocèse de Castres, Hubert Jaillot, 1695, 63x41. Gravure d'une carte dédiée à « Monseigneur Augustin de Maupeou, conseiller du Roy en ses conseils, Évêque de Castres » ; frontières rehaussées à l’aquarelle ; tableau des écluses du canal de la rivière Agout. (Lien)

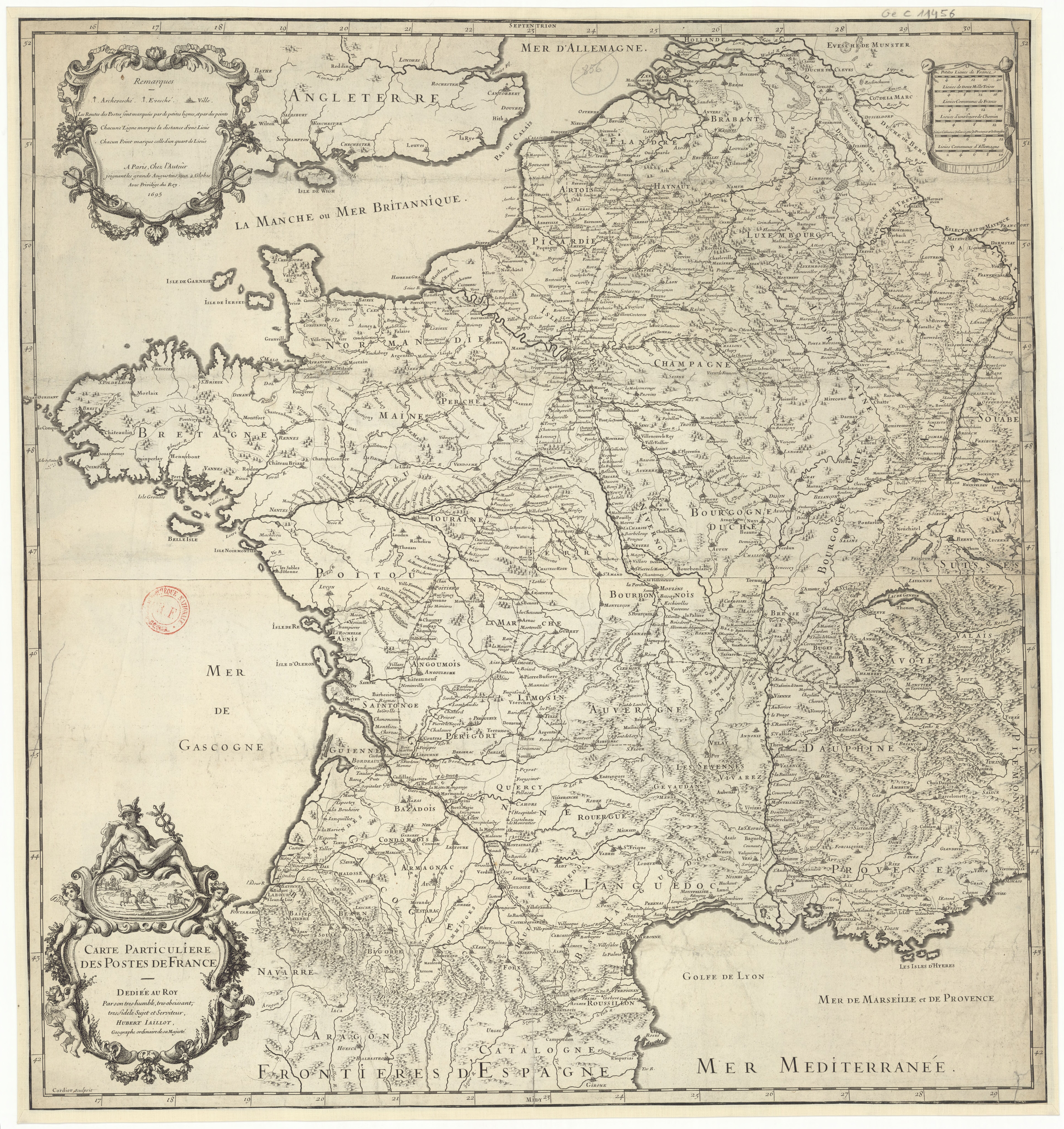
Carte particulière des postes de France.

- La France divisée par provinces ou sont exactement remarquées toutes les routes des postes du royaume suivant qu'elles sont actuellement établies, Hubert Jaillot, ca 1680, gravure
- Carte générale des postes de France avec les postes de communication en Flandre, Hainaut, Artois, Alsace, Lombardie et tirée de l'original que M. Jaillot a corrigé et augmenté l'an 1738. N. Jaillot, 1738. Gravure avec rehauts d'acquerelle, publiée en 1745 par les héritiers d'Homan ; le titre original est en latin.
- Carte des postes de France dressée par ordre et dédiée à Monseigneur Marc Pierre de Voyer de Paulmy comte d'Argenson..., N. Jaillot, 1748. Gravure avec rehauts de couleurs.
- Cartes des postes de France pour la présente année (où apparaissent les départements français),  N. Jaillot, ca 1790. Gravure ayant servi de fond pour une carte de la France divisée entre ses départements. Les départements sont coloriés au crayon et numérotés ; une table des 83 départements encadre la carte.
- Le comté de Hainaut divisé en François et Espagnol; le Cambresis. N. Sanson, H. Jaillot, 1674, Gravure
- La Carte du Cambresis, Hondius[Lequel ?], Jaillot, 1668, Gravure.
- La carte du duché de Normandie divisée en sept diocèses et en ses sept bailliages royaux. Hubert Jaillot, 1682. Gravure dont le titre paraît manuscrit, comportant quelques rehauts de couleurs.
- Le gouvernement général de Normandie divisée en ses trois généralitéz sçavoir Rouen, Caen et Alençon et subdivisée en ses trente deux élections, B. Jaillot, ca 1700. Gravure comportant un encart sur les îles anglo-normandes et un cartouche aux armes de France.
- Les frontières de Lorraine et du comté de Bourgogne, la haute Alsace divisée en bailliages et seigneuries, Jaillot, H. Sengre, 1705, 87 x 44
- Les estats du duc de Lorraine, Jaillot, 1700, 140 x 130, 1734, 137 x 131
- Le Toulois où sont les chatelleries et les prévôtés du temporel de l’évêché de Toul et de son chapitre, Jaillot, s.d., 67 x 47
- Les Duchés de Lorraine et de Bar et les bailliages du temporel, Jaillot,  1781, 58 x 4
- L’Alsace divisée en ses principales parties, Jaillot, 1675, 82 x 57
- La Franche-Comté divisée en trois grands bailliages, Jaillot, 1677, 82 x 57, 1681, 84 x  57
- La Bretagne divisée en ses neuf eveschés, Jaillot, 1706, 65 x 47
- La généralité de Tours divisée en ses seize élections, Jaillot, 1711, 75 x 46
- Les eslections dans la généralité de Tours, Jaillot, 1711, 74 x 45
- Partie septentrionale du duché et gouvernement général de Bourgogne, Jaillot, 1708, 70 x 48
- Généralité de La Rochelle Divisée en cinq élections, à savoir : la Rochelle, St Jean d’Angely, Marennes, Cognac et Saintes, Jaillot, 1722, 71,5 x 52,5
- L’eslection de Lomagne, partie de celles d’Armagnac de rivière Verdun, de Montauban, de Cahors et partie de la généralité de Bordeaux, Jaillot, s.d., 64,5 x 47
- Les eslections de Comenge, d’Estarac, partie de celles de rivière Verdun et d’Armagnac, le pays des quatre vallées, le Nebouzan et le comté de Foix, Jaillot,  s.d., 75,5 x 47
- Les généralitez de Montauban et de Toulouse. Le Donazan, le pays de Sault, le Fénouilledes, les Corbières. Partie de la généralité de Montpellier. Hubert Jaillot, 1695, 46 x 74,5. Dédiées à Monseigneur Le Goux de La Berchère.
- Les eslections de Millau, Rodez, Villefranche, Figeac, partie de celles de Cahors et de Montauban. Les frontières des généralitez de Limoges et de Riom. Hubert Jaillot, 1695, 64,5 x 47
- La Provence divisée en ses vigueries et terres adjacentes, Jaillot, s.d., 65 x 45

### Italie
- L’Italie divisée suivant l’estendue de toutes ses souverainetés qui sont les estats de l’église du Roy catholique, Sanson, Jaillot, 1672, 90 x 59, 1680, 87 x 59
- L’Italie distinguée suivant l’estendue de tous les estats, royaumes, républiques, duchés, principautés, H. Jaillot, Sanson, v. 1690, 65 x 45,5
- L’Italie suivant les degrez de l’Académie des sciences de Paris, Jaillot, Sanson, 1714, 18 x 14,5
- L’Italie divisée suivant ses estats, Royaumes, Républiques, Principautés, Duchés,  Jaillot, Sanson, 1708, 64 x 46,5
- L’Italie divisée en ses principaux estats, royaumes et républiques ou sont exactement remarquées toutes les routes des postes suivant qu’elles sont actuellement établies, Jaillot, 1718, 61 x 50
- Les provinces du Véronèse, de Vincentin, du Padouan, Jaillot, 1702, 72 x 48
- Estat de la seigneurie et république de Venise en Italie, Jaillot, 1706, 72 x 48
- Le duché de Milan dans toute son étendüe divisé en ses principales parties avec les estats et les frontières qui l’environnent, Jaillot, 1702, 68 x 51, 1706, 25 x 19, 1734, 68 x 51
- Le royaume de Naples divisé en douze provinces sur les mémoires les plus nouveaux, Jaillot, 1679,	54,5 x 44. Îles de Lipari, Corfou, Albanie.
- Le royaume de Naples, Jaillot, 1706, 87,5 x 73,5
- La Sicile divisée en ses 3 provinces ou vallées. Valle di Demona, valle di Noto, valle di Mazara et isles de Lipara ou éoliennes, Jaillot,  1709, 54,5 x 41

### Espagne
- L’Espagne suivant l’étendue de tous ses royaumes et principautés, Jaillot, 1711, 110 x 88, 1781, 113 x 89
- L’Espagne suivant l’étendue de tous ses royaumes et principautés compris sous les couronnes de Castille, d’Aragon et de Portugal, Jaillot,  1716, 112 x 88. Carte quadrillée sur toute la moitié gauche.
- L’Espagne en tous ses royaumes et principautés, Jaillot, 1721, 65 x 46

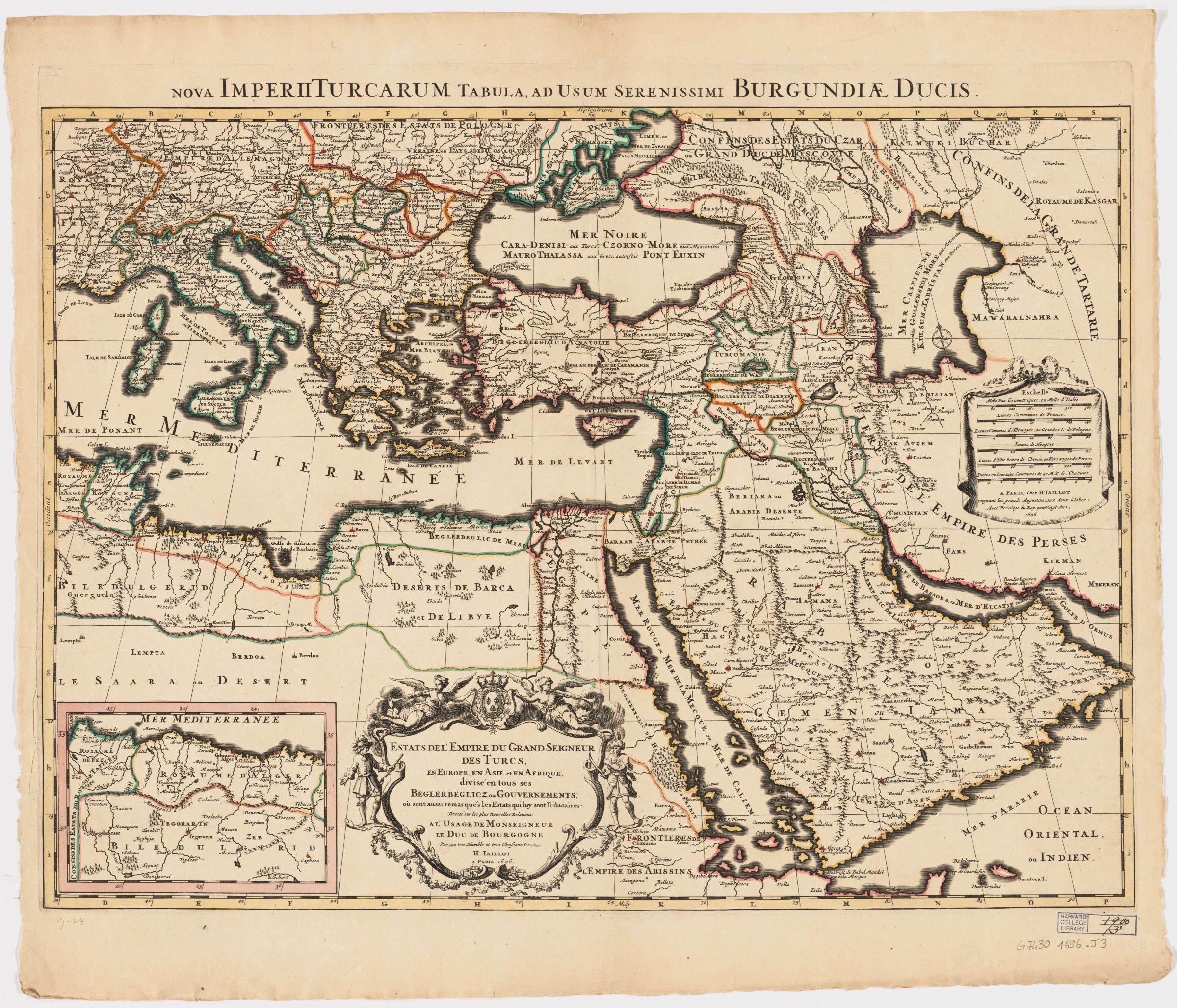
L'Empire Ottoman en 1696.

### Turquie, Asie, Afrique
- Estats de l’empire des turqs en Europe, Jaillot, 1672, 88 x 59, 1695, 65 x 45
- L’Asie divisée en ses principales régions et ou se peuvent voir l’estendue des empires, monarchies, royaumes et estats qui partagent presentement l’Asie, Jaillot, 1719, 134 x 115 	* L’Afrique distinguée en ses principales parties à savoir, la Barbarie, le Biledulgerid, l’Égypte, le Saara ou le désert, le pays de nègres, la Guinée, la Nubie, l’Abissinie, le Zanguebar, le Congo, Monomotapa, Monoemugi, Cafrerie, Sanson Jaillot, 1719, 113,5 x 93
- L’Afrique divisée suivant l’estendue de ses principales parties, Sanson Jaillot, 1749, 64 x 49.